# 20 × Brandenburg
20 × Brandenburg – Menschen, Orte, Geschichten ist ein vom Rundfunk Berlin-Brandenburg (rbb) in Zusammenarbeit mit der DOKfilm Fernsehproduktion GmbH Potsdam-Babelsberg und dem Medienboard Berlin-Brandenburg produzierter Dokumentarfilm, der anlässlich des 20. Geburtstags des Landes Brandenburg im Jahr 2010 entstand. Ein ähnliches Projekt entstand 2013 zum Tag der Deutschen Einheit mit dem Dokumentarfilm 16 × Deutschland.

## Entstehung
Unter der künstlerischen Gesamtleitung von Andreas Dresen drehten namhafte Regisseure Geschichten über Land und Leute zwischen Uckermark und Lausitz. Dresen hat dabei 20 jeweils 15 Minuten lange Kurzdokumentarfilme, die die persönliche Sicht der Regisseur darstellen – einer davon von Dresen selbst über die Arbeiter einer LKW-Fabrik – zu einem fünfstündigen dokumentarischen Gesamtwerk über das Land Brandenburg und seine Menschen verbunden. „So etwas nennt man in der Branche Omnibusprojekt. Alle Beteiligten befinden sich auf einer Reise mit gemeinsamem Ziel, aber jeder kann auf seine Weise aus dem Fenster schauen und dabei ganz unterschiedliche Entdeckungen machen.“ (Andreas Dresen)
Die im Sommer 2010 von 20 Filmteams an 20 verschiedenen Orten gedrehten Teilfilme zeigen aus den Perspektiven der jeweiligen Regisseure eine große Themenvielfalt aus den verschiedensten Regionen des Landes. Aus insgesamt 10.000 Minuten Filmmaterial wurden 300 Sendeminuten geschnitten.
Die Erstausstrahlung war am 1. Oktober 2010 ab 20.15 Uhr im rbb Fernsehen. Dabei betrug die Einschaltquote 8,5 Prozent; 170.000 Zuschauer sahen bundesweit den Film, davon 130.000 Zuschauer in Berlin und Brandenburg.

## Filme
Der Dokumentarfilm besteht aus folgenden 20 Teilfilmen:
- Der Landpfarrer von Andreas Voigt, Drehort: Friedrichswalde
- Wiederbegegnung von Hans-Dieter Grabe, Drehort: Cottbus
- Die Spreewaldgräfin von Jens Becker, Drehort: Lübbenau/Spreewald
- Der Geschmack von Brandenburg von Jana Kalms, Drehort: Boitzenburger Land, Ortsteil Boitzenburg
- Gestrandet von Judith Keil und Antje Kruska, Drehort: Garzau-Garzin, Ortsteil Garzau
- Krieger ohne Feind von Burhan Qurbani, Drehort: Niederfinow
- Brandenburg Spezial von Uli Gaulke, Drehort: Steinhöfel
- Ines & Tom von Hakan Mican, Drehort: Brandenburg an der Havel
- Im Wind von Volker Koepp, Drehort: Brüssow, Ortsteil Trampe
- Halle 101 von Andreas Dresen, Drehort: Ludwigsfelde
- Fortschritt E 541 von Heike Hartung, Drehort: Kremitzaue Ortsteil Polzen
- Mein Brandenburg von Andreas Kleinert, Drehort: Wandlitzer See bei Wandlitz
- Geschlossene Gesellschaft von Alice Agneskirchner, Drehort: Wittenberge
- Im Garten von Thomas Heise, Drehort: Potsdam
- mit ohne lesen von Jean Boué, Drehorte: Alt Ruppin, Neuruppin
- Turnier Tango von Jo Goll und Norbert Siegmund, Drehort: Werder (Havel), Ortsteil Phöben
- Gestern, heute, übermorgen von Bettina Blümner, Drehort: Krausnick-Groß Wasserburg, Ortsteil Krausnick
- Feuer und Flamme von Bernd Sahling, Drehort: Frankfurt (Oder)
- Knast und Kinder von Rosa von Praunheim, Drehort: Wiesenburg/Mark, Ortsteil Lehnsdorf
- Der Bestatter von André Meier, Drehort: Brüssow

## Auszeichnungen
Für die Dokumentation 20 × Brandenburg – Menschen, Orte, Geschichten erhielten Andreas Dresen und Johannes Unger am 1. April 2011 in Marl den 47. Grimme-Preis in der Kategorie Information & Kultur/Spezial.

## Kritiken
„Das ungewöhnliche Projekt [erfüllt] die von den Verantwortlichen selbst gestellte Aufgabe, vor den Augen der Zuschauer ein ‚dokumentarisches Gemälde über das Land‘ entstehen zu lassen, sehr überzeugend.“

## DVD
- 20 × Brandenburg – Menschen, Orte, Geschichten (3er DVD-Box, Laufzeit ca. 7 Stunden), Extras: Interviews mit den Regisseuren des Projekts und 8 Kurzfilme der Hochschule für Film und Fernsehen „Konrad Wolf“ unter dem Titel GenerationXXBrandenburg[2]